# Capela do Rio do Peixe
Capela do Rio do Peixe é um povoado do município brasileiro de Pirenópolis, no estado de Goiás. Localiza-se a 37 quilômetros da cidade , e faz parte do distrito de Lagolândia. Em 2022 a estimativas populacionais do local era de 448 habitantes , e seu acesso a partir de Pirenópolis é feito através de 29 km pela GO-338 (Rodovia Deputado Frederico Jayme) até o Povoado de Placas e a partir de Placas, 07 km pela GO-479, conhecida como Caminho dos Filhos de Francisco, ambas asfaltadas  .
Contemporâneo a Meia Ponte, antigo nome de Pirenópolis, o povoado surgiu em função da descoberta de jazidas de ouro nas proximidades do Rio do Peixe nas primeiras décadas do século XVIII . Assim como nos demais locais de mineração do ciclo do ouro, atraiu aventureiros em busca de fortuna, que se estabeleceram no local , que ficou conhecido como Rio do Peixe. Atingindo seu ápice no fim do século XVIII, já em 1770, provinha de um Capelão para a Capela da Senhora Sant'Ana, conforme registros do período, o que demonstra que era um arraial, o Arraial de Sant'Anna do Rio do Peixe, menor e pertencente a Meia Ponte, na época já cabeça de julgado, posteriormente elevado em 6 de maio de 1833 a distrito pela câmara de Meia Ponte.
Com o esgotamento das minas auríferas em toda a Província de Goiás, muitas povoações após a falência caíram no esquecimento, tornando-se ruínas ou memórias. Em Pirenópolis, a decadência da mineração não acarretou no desaparecimento dos núcleos urbanos surgidos neste período, pois ainda estão presentes na estrutura geográfica do atual município, o que pode ou não ser o caso do Povoado da Capela do Rio do Peixe. Após o período aurífero, o povoado teria migrado para a agricultura para se manter, e atualmente, aos poucos, está se tornando um destino turístico , aproveitando as atrações naturais que circundam o local e as celebrações culturais locais , principalmente durante a Romaria de Sant'Anna, realizada anualmente entre 17 e 26 de julho .
Grande parte da divulgação deste povoado deve-se à família Camargo, presente na região desde meados do século XIX, da qual sobressaem Zezé Di Camargo e Luciano , os mais ilustres nascidos no povoado. Através dessa dupla sertaneja, um grande número de fãs dirigem-se ao local, que foi cenário do filme Dois Filhos de Francisco , gravado em 2005, e da série "É o Amor: Família Camargo", produção da Netflix , de 2021 .    

## Histórico

### Rio do Peixe: o arraial minerador e seu apogeu
O surgimento de núcleos de povoamentos urbanos em Goiás no século XVIII se dava em virtude da mineração do ouro, que ao achado, atraía inúmeros aventureiros para essas minas, geralmente garimpos sem nenhum conforto, que surgiam nas encostas dos morros, ou ao longo de córregos, ribeirões e rios em fundos de vales como na Capela do Rio do Peixe, após a chegada dos bandeirantes, que, ao ocuparem às margens do  Rio das Almas, fundaram Meia Ponte, a atual Pirenópolis, um dos quatro primeiros núcleos de mineração de Goiás . Mesmo com as constantes tentativas de se manter a ordem e os bons costumes nos recém surgidos aglomerados, ações estas coordenadas em conjunto pela Igreja e Estado, as implementações dessas normas e procedimentos administrativos, nem sempre eram suficientes, ao ponto em que ao ser incontrolável, os descobridores recusavam se submeter ao regime legal das tributações e subestimavam as autoridades, as leis, ao correrem o risco de terem a sorte de se apropriarem destes achados, como melhor se julgavam, uma vez que  administração metropolitana nas minas não era bem sucedida e fiscalizada, visto que os funcionários da corte não tinha disciplina ao não atuar na defesa do patrimônio da coroa, aumentando os conflitos que ocorriam nestas zonas de garimpo através da arbitrariedade, e assim, colocava entre si os interesses entre os oficiais da administração, clero e entre estes e a população: 

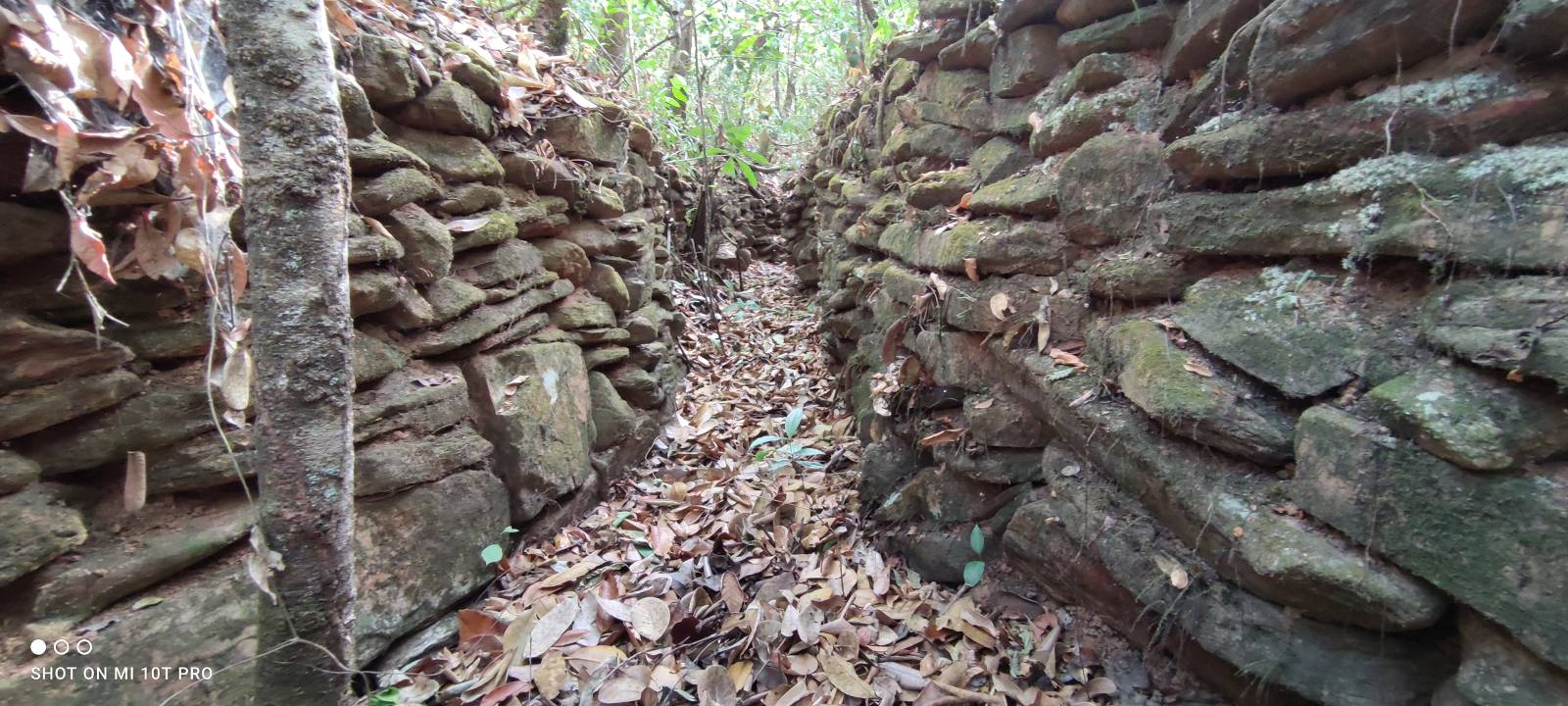
Estrutura do garimpo do Padre Lobo, próximo a Capela do Rio do Peixe

Ao prevalecer o desrespeito aos princípios de ordem e autoridade, o espírito dos habitantes locais era de rebelião e impunidade. Palacin descreve que o esse sentimento compunha “elementos que constituem o ethos do primeiro povoamento de Goiás” , que pode-se ter se tornado uma problemática real em toda capitania de Goiás, nos primeiros anos das minas goiana. O não cumprimento da lei, e a rejeição às autoridades e ordens demonstrava as  fragilidades da administração real, bem como o controle social e fiscal, ao ponto de que um dos primeiros ocupantes do lugar, padre José Caetano Lôbo Pereira além de coordenar os trabalhos de garimpagem da mineração, possuía inúmeros escravos além de ser proprietário de terras e sua casa possuía inclusive capela particular, local em que se realizava batizados a partir de 1753, conforme os livros de batistérios da Paróquia do Rosário  e casamentos de seus  escravos. Sobre a conduta do Padre Lobo o Arquivo Histórico Ultramarino possui 10 documentos anexos com mais de 150  páginas (AHU_ACL_CU_008, Cx. 4, D. 322), emitidas por Antonio Rodrigues Frota, na época guarda-mor e juiz ordinário Meia Ponte, documentos dirigidos ao então governador e da Província de São Paulo, Dom Luís de Mascarenhas, responsável pelos territórios da futura Capitania de Goyaz,  e encaminhá-los ao rei Dom João V, detalhando episódio ocorrido em 1746, no qual destaca-se que:

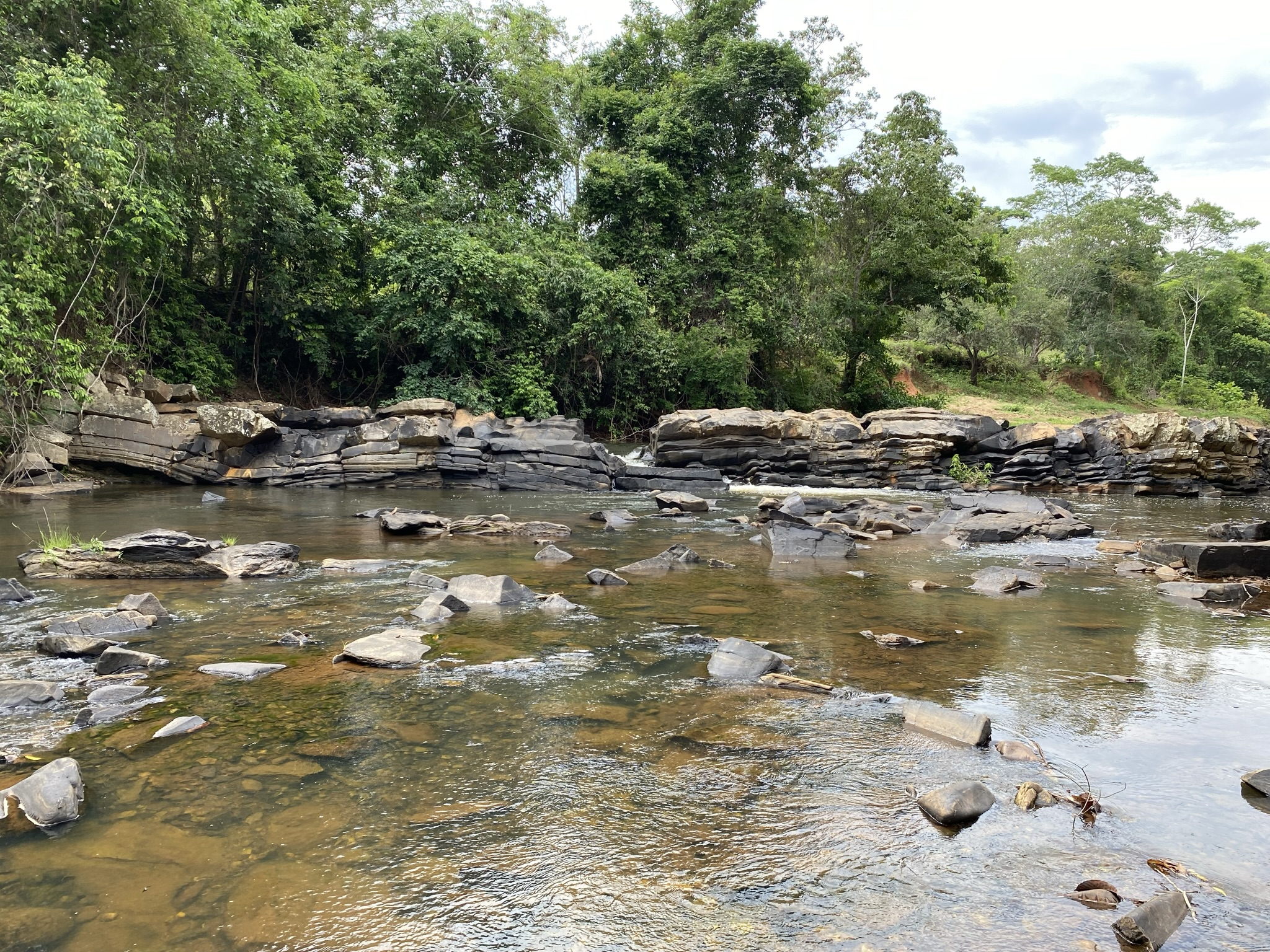
Rio do Peixe, que nomeia o povoado da Capela do Rio do Peixe

Conflitos nas nas áreas de mineração como a da na Capela do Rio do Peixe e seus desfechos violentos, dentre eles o do padre e seus escravos também ocorreu de norte a sul do  Rio Vermelho, devido  ao monopolismo e grupos escudados nos privilégios que lhes  conferiam os cargos administrativos, o que materializava e deva suporte ao sistema de  como despotismo administrativo.
Jarbas Jayme na sua obra Esboço Histórico de  Pirenópolis, publicada pela UFG em 1971, traz ainda mais informações sobre os primeiros tempos da Capela do Rio do Peixe:
A fama das jazidas de ouro das margens do Rio do Peixe, trouxeram numerosos aventureiros, e estes ergueram uma capela dedicada a Senhora Sant’Ana, que além de padroeira era considerada a proprietária do lugar , demonstrando assim a presença do catolicismo numa paisagem onde as moradas ou ranchos, eram simples e pequenas feitas de pau-a-pique, adobe, com cobertura de folhas de buriti com piso de chão batido, de um ou dois lanços e térreas.
Ainda no século XVIII, o local se tornou um florescente núcleo populacional, contava com assistência espiritual e em 26 de maio de 1770, já teve seu primeiro capelão nomeado: padre Tomaz de Faria Albernaz, que ao falecer em 29 de fevereiro de 1776, foi sepultado na capela de Sant’Ana, de que era encarregado  . 

### Sant'Anna do Rio do Peixe: pós mineração, continuidade ou novo povoado?
A escassez do ouro levou a diminuição da garimpagem em toda província goiana a partir de 1775, até cessar de uma vez, e restaram apenas alguns  faiscadores, que ainda esperavam encontrar o caldeirão do Anhanguera ou os encantados Martírios em que pretendiam achar a terra transformada em  metais preciosos, e com o esgotamento da mina de ouro  e por ser menor e dependente de Meia Ponte que, na época já extraia pouco ouro tanto do Rio das Almas quanto do Rio do Peixe, reduziu o antigo arraial minerador a memórias e histórias. Quanto à extinção do referido distrito, não foi possível localizarem-se documentos  ou informações que elucidassem ou explicassem o fato, uma vez que não existe em Pirenópolis arquivos públicos organizados, visto que o da Câmara Municipal são incompletos, os da Paróquia do Rosário faltam livros assim como os do Cartório Cível e Criminal, ambos danificados, carecendo de cuidados técnicos cheios de cupins e alguns totalmente destruídos .

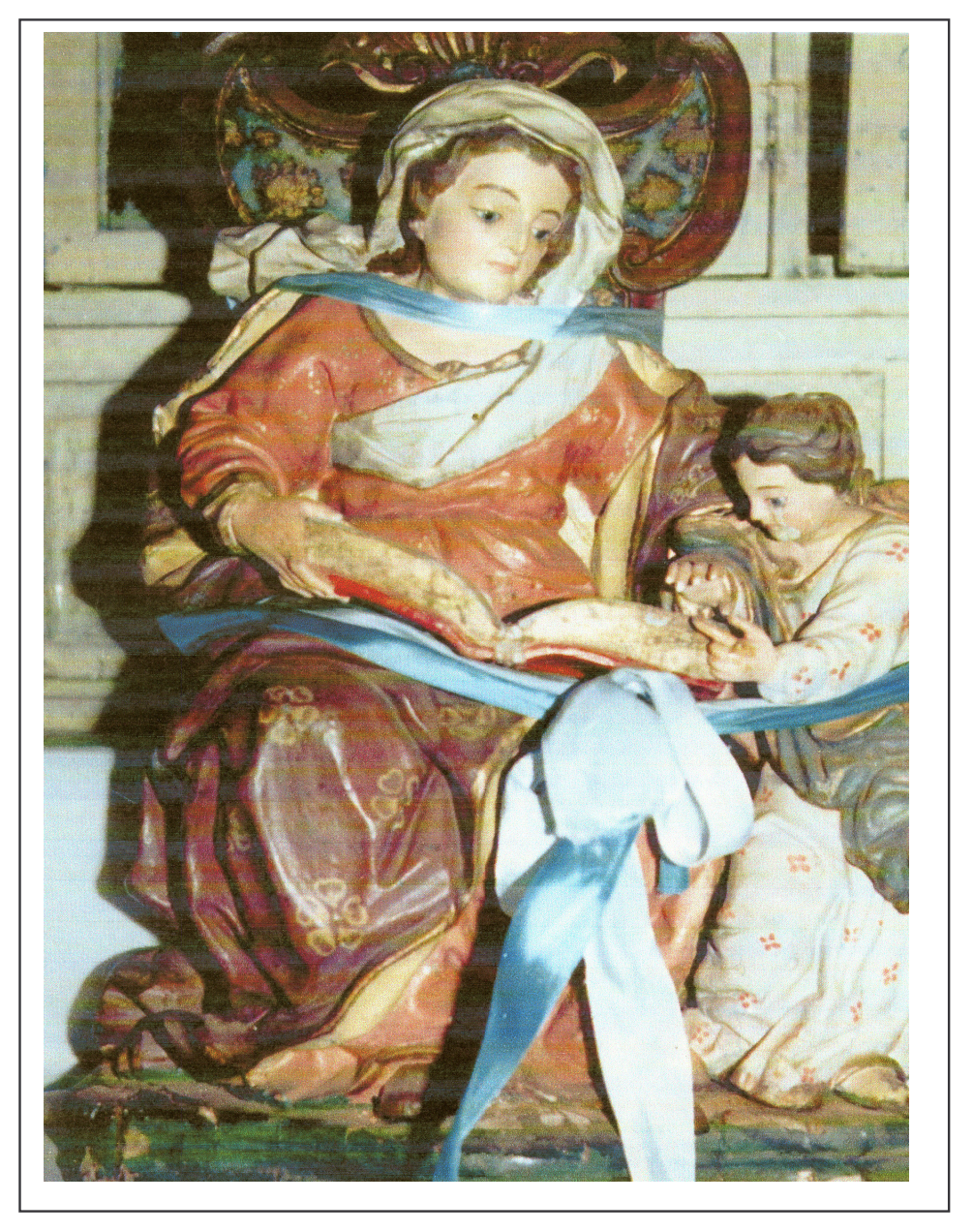
Senhora Sant'Ana, madeira policromada. Padroeira do Povoado e furtada na década de 1980

Ao visitar o local em 1823 Raimundo José da Cunha Matos  descreve em sua obra Chorographia Histórica da Província de Goyaz: 
Em 6 de maio de 1833, dez anos após a descrição de Mattos, o lugar ainda desfrutava de alguma importância pois, nesse dia a câmara de Meia Ponte criou o distrito do Rio do Peixe (...), e, no dia 25 de junho seguinte prestaram juramento de juízes de paz para o 1º, 2º, 3º e 4º anos,  do referido distrito, o sargento-mor Fidêncio Graciano de Pina, alferes  Antônio Joaquim de Oliveira, Antônio Ribeiro Barbosa e Benedito José da  Luz, respectivamente . Todavia, essa estrutura administrativa deixou de existir, até mesmo em função da breve emancipação política de Lagolândia. Quanto à extinção do distrito acima descrito, não há documentos ou informações que expliquem o que aconteceu, e do arraial minerador do século XVIII, sobrou-se as memórias, o jeito rural de viver e as devoções do catolicismo popular .

### Capela do Rio do Peixe: O povoado atual
Durante o declínio das minas na segunda metade do século XVIII, toda região já estava fragmentada por fazendas e roças que interligava ao aglomerados humanos próximos, como Pirenópolis, Corumbá, Jaraguá, já com a implantação de lavouras e criação de gado, atividades estimulados pelo governo provincial. Já no início do século XIX, o governo vigente 
proibiu os moradores rurais a abandonarem suas lavouras, ações que serviu para fixar o homem no campo, juntamente com seus familiares e descendentes, o que possibilitou a expansão da malha urbana do povoado da capela, a abertura de novas ruas e construção de novas casas, que já no século XX em sua maioria foram adquiridas pelos romeiros de Sant'Ana , cujos festejos se realizam no local desde o século XVIII, e apenas no século XX, passou a ter a romaria. 

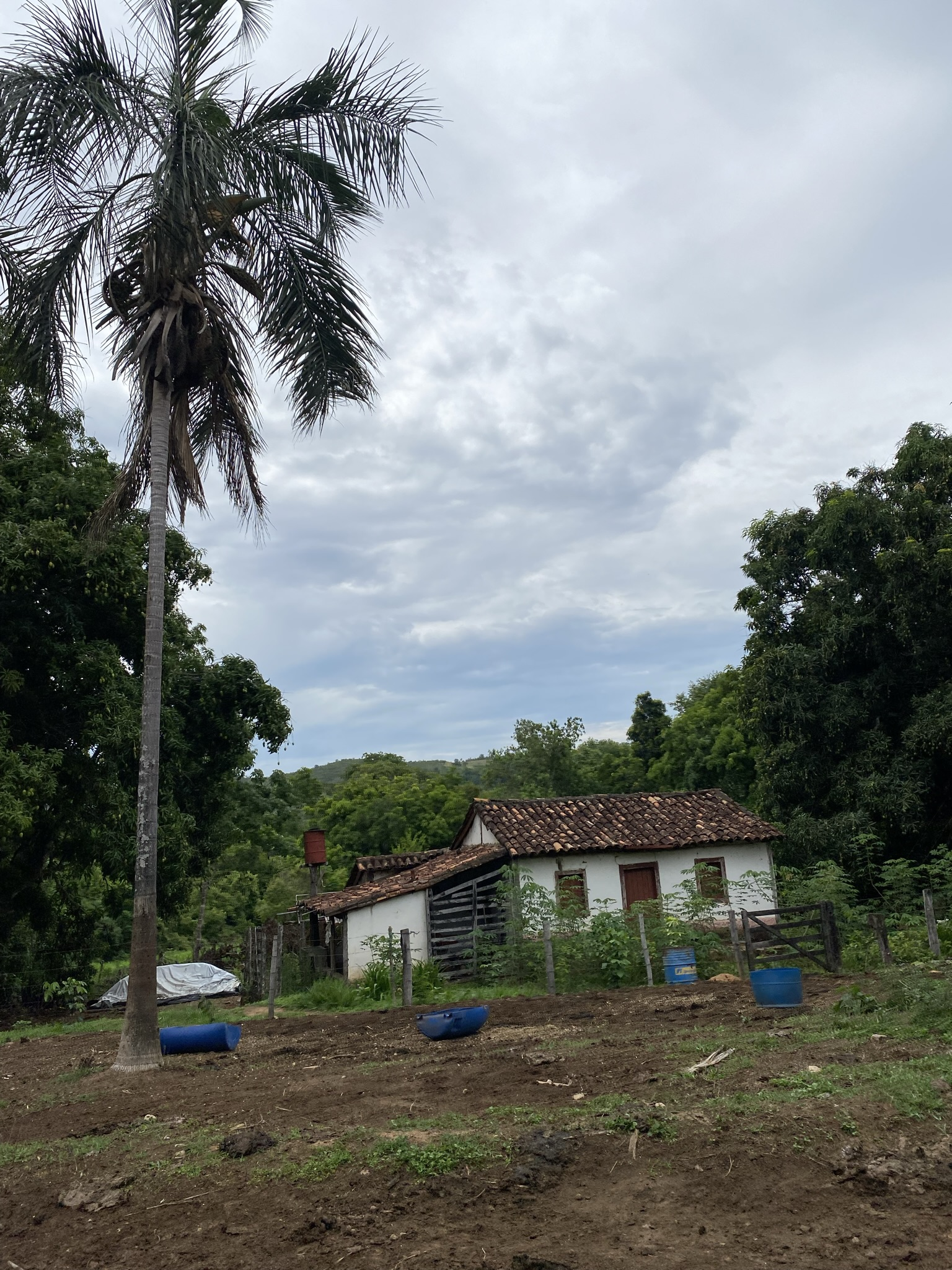
Fazenda típica da região

Ao adquirir o terreno e construir, os romeiros passaram a frequentar o povoado o ano inteiro, e suas habitações em sua maioria são caracterizadas por cozinha, banheiro que servem de apoio às barracas que são montadas ao lado da construção nos dias dos festejos. Transformações urbanas em função da festa, também se deu pela casa do festeiro, casa comunitária em que se realiza a parte social dos festejos religiosos. O aumento desordenado das construções, automaticamente ampliou a área urbana edificada apesar de que Plano Diretor do município considere a área como rural, não impedindo a criação de loteamentos em pastos, sem estudos de impactos ambientais e sociais . Outro fator que tem aumentado o fluxo de pessoas seja moradores ou visitantes, deve-se a expansão das atividades turísticas para a zona rural do município de Pirenópolis, já com considerável número de atrativos na região, ligados ao turismo ambiental e de aventura como os compostos por cachoeiras, ou mesmos ligados a gastronomia com restaurantes e algumas pousadas em construção, o que consome mão de obra local .
Também no período de festa no mês de julho, são montados pelos romeiros os acampamentos improvisados, com todas infraestrutura provisórias, desde a de abastecimento de água até os banheiros, havendo grande disputa pelos espaços, no qual cada comitiva, apesar de não ser a proprietária, tem sua área e somente ela tem podem repassá-la para comitiva, entretanto a igreja, mesmo tentando sistematizar para organizar uma cobrança de aluguel, como ocorre na Festa do Muquém. 

## Patrimônios

### Material
Há mais de século, a primeira visão dos que chegam a localidade pela hoje asfaltada GO-479 conhecida por Caminhos dos Filhos de Francisco, emoldurada por uma serra, diante das várias que é preciso atravessar para se chegar ao lugar, é a da pequena Capela da Senhora Sant'Ana, construída no século XIX, 200 metros abaixo de sua antecessora, a segunda construída na localidade. A atual, a terceira construída, se situa no alto de um largo, um elevado natural gramado, e possui o desenho de uma fachada com características do período colonial, antigamente caiada em branco e com molduras azul - turquesa, num estilo que, a princípio, não a distingue de outras tantas espalhadas pelos recônditos que abrigaram populações no período colonial brasileiro , e traz consigo traços bastante característicos desse período, tal como ter anexo o cemitério local.
Acima do cemitério, há um espaço pequeno, de mata densa preservada, no qual, segundo contam os moradores moradores, ser o local da segunda capela do lugar, que teria sido incendiada, não sabe se foi alguma vela posta ali, ou alguma ação vandalística, de forma que restara apenas a imagem de Sant’Ana, e furtada na década de 1980. Com os alicerce bastante danificado, segundos os moradores do lugar, houve várias investidas na procura de possíveis potes de ouro que teriam sido enterrados ali como oferta à
santa nos séculos anteriores pelos proprietários das antigas minas, e com a mortes desses, as terras foram sendo doadas para o patrimônio da santa, chegando a atingir grandes glebas de terras, que por sinal englobam todo o espaço do povoado atual. Há referências de que, já no século XX, às famílias Camargo e Gonçalves, naturais da região, juntamente com outras, tenham construído uma segunda parte do templo atual, com um pequeno altar. Posteriormente esta capela recebeu uma ampliação constando com um espaço mais alto que o primeiro. 

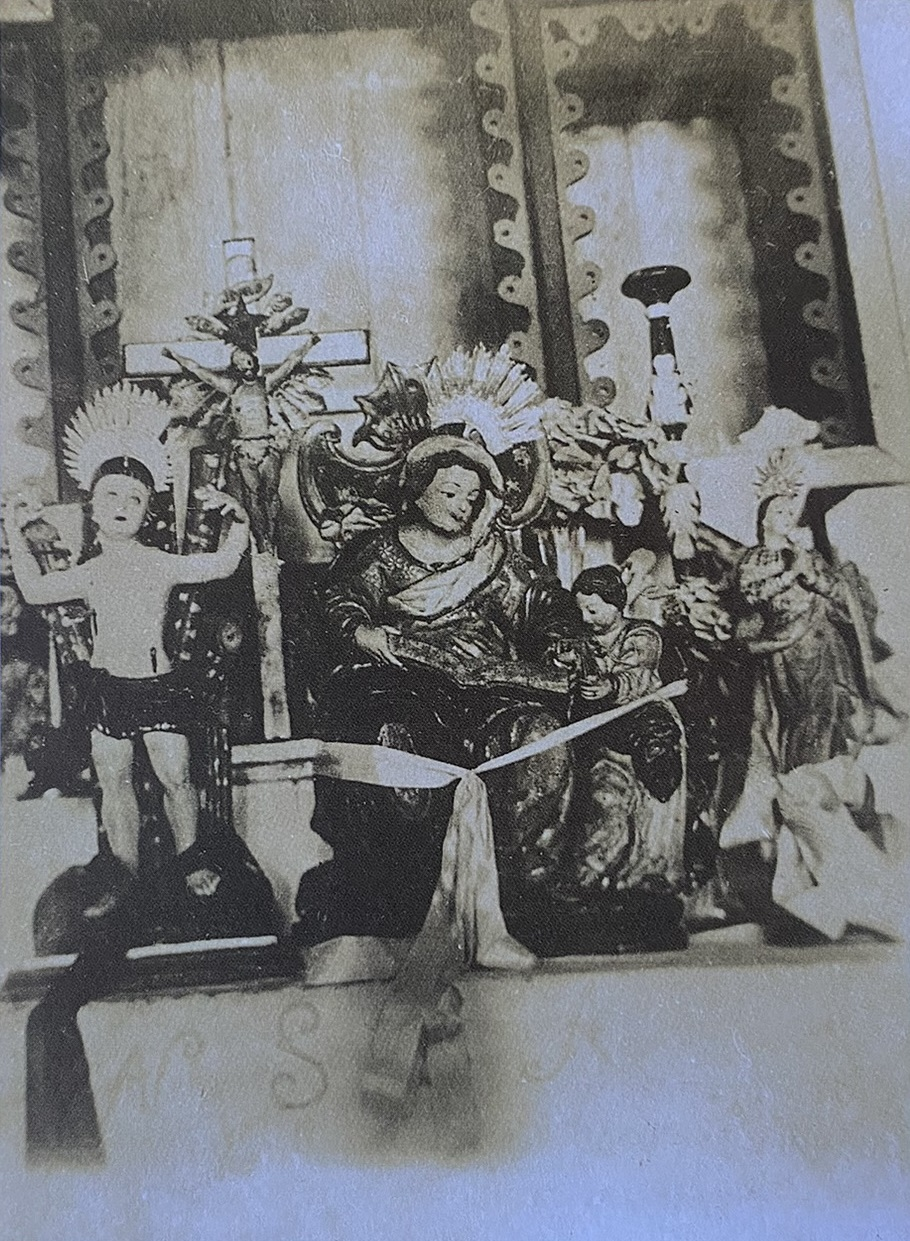
Imagens da Capela de Santana do Rio do Peixe: São Sebastião, Nossa Senhora Sant'Ana e Nossa Senhora da Conceição. As duas últimas foram furtadas.

Inicialmente sob o território da Paróquia do Rosário, em meados da década de 80 sob a tutela da Paróquia de Goianésia, e atualmente sob a  Paróquia Santa Bárbara, o templo atual sofreu transformações internas, tal como a remoção do piso assoalho de madeira original, para piso de alvenaria e cerâmica, além de forração do templo com uma estrutura de placas de gesso, onde antes nada havia, sendo ainda acrescido ao templo, em sua lateral esquerda, dois cômodos destinados à sacristia e outro para servir de dormitório dos padres durante os festejos.
Há no Relatório da leitura técnica do Plano Diretor, indicações para estudo mais minucioso do templo, não somente por seus atributos simbólicos, como também arquitetônicos 

### Cultural
Capela preserva ainda em seu calendário cultural, fazeres, saberes, celebrações e manifestações, que, passadas de geração em geração, perpetuam tradições e costumes enraizados na religiosidade, trazida pelo bandeirante colonizador, no homem cotidiano do campo, bem como novos hábitos advindo com a vinda de novos moradores para a cidade, criando uma pluralidade cultural.
Destacam-se dentre as celebrações de sociabilidade mais antigas do lugar, as manifestações do catolicismo popular, realizadas na Igreja de Sant'Ana, os festejos de São Sebastião em janeiro, Senhora Santana em julho, e Nossa Senhora da Conceição em dezembro. 
É neste povoado que ocorre a Festa da Capela, uma romaria bastante famosa na região no mês de julho em louvor à Sant'Ana, padroeira da localidade. Os romeiros ficam acampados em barracas durante aproximadamente 12 dias. Essa romaria começa na noite do dia 17 de julho, em que uma procissão, sai de Pirenópolis, percorre o trajeto de 37 km, e chegando ao distrito na manhã do dia 18 de julho. Durante a festa ocorrem queima de fogos e fogueiras, procissões, alvoradas, leilões, novenas, e ranchão, boate à moda pirenopolina.
Nesse local nasceu Zezé Di Camargo, famoso cantor de música sertaneja. As primeiras cenas do filme 2 Filhos de Francisco, filme brasileiro, dirigido por Breno Silveira baseado na vida dos músicos Zezé Di Camargo & Luciano, foram gravadas neste local.

### Natural
A topografia acidentada em meio aos vários cursos d'água, proporciona que na região há cachoeiras, como as cachoeiras dos Dragões e do Rosário, e recentemente, inaugurou o complexo das cachoeiras Veredas, com proposta de com caminhada em trilhas que passam por algumas cachoeiras, e passeio a cavalo, que além de próxima, o acesso se dá pelo Povoado da Capela do Rio do Peixe, atraindo mais pessoas e fazendo com que o Povoado fique mais conhecido. Tais atrativos naturais fez com que muitas pessoas, em função das oportunidades de trabalho, migrarem para a região.